# Wolfgang Haslberger
Wolfgang Haslberger (* 7. Dezember 1992) ist ein deutscher Fußballschiedsrichter.

## Karriere
Wolfgang Haslberger stammt aus St. Wolfgang. Er gehört als Mitglied des TSV St. Wolfgang dem Bayerischen Fußball-Verband an.
Seit 2018 ist Haslberger Schiedsrichter in der 3. Liga. Sein Debüt war eine Begegnung zwischen dem Chemnitzer FC und Werder Bremen II am 18. März 2018. Ab der Saison 2022/2023 gehörte Haslberger dem Schiedsrichter-Kader der 2. Bundesliga an und leitete am 13. August 2022 mit der Partie Holstein Kiel gegen Eintracht Braunschweig sein erstes Spiel. Im DFB-Pokal ist Haslberger seit 2019 als Schiedsrichter aktiv.
Zudem war Haslberger als Linienrichter tätig. Diese Funktion übernahm er im Jahr 2018 im DFB-Pokal, von 2016 bis 2019 in der 3. Liga und von 2018 bis 2020 in der 2. Bundesliga. Als Vierter Offizieller begleitet er zudem Spiele der 1. Bundesliga und des DFB-Pokals.
Am 26. Oktober 2024 war Haslberger als Vierter Offizieller bei der Partie FC Augsburg gegen Borussia Dortmund (2:1) in der Bundesliga eingesetzt, als sich der eigentlich eingeplante Schiedsrichter Tobias Welz beim Aufwärmen verletzte. Haslberger leitete daher ersatzweise das Spiel und kam so zu seinem ersten Einsatz in der höchsten deutschen Spielklasse.